# 瓦斯托吉拉尔迪
瓦斯托吉拉尔迪（義大利語：Vastogirardi），是意大利伊塞尔尼亚省的一个市镇。总面积60平方公里，人口768人，人口密度12.8人/平方公里（2009年）。ISTAT代码为094051。